# 地獄の火クラブ

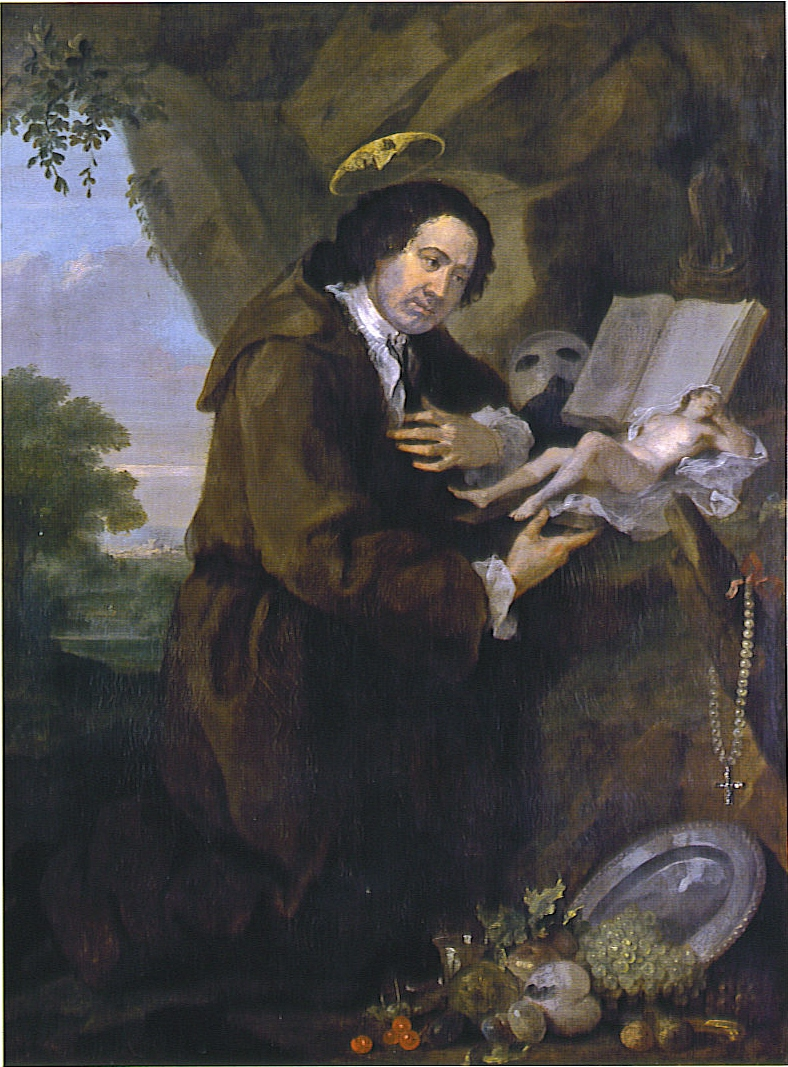
創設者のダッシュウッド

地獄の火クラブ（Hellfire Club）は、18世紀に存在したイギリスの秘密結社。悪魔主義を標榜したが、その実態は単なる上流階級の秘密の社交クラブにすぎなかった。

## 概要
このクラブの主宰者の大富豪の貴族第11代ル・ディスペンサー男爵フランシス・ダッシュウッドは、若い頃から放蕩生活を送り風流人として知られていた。若手政治家や芸術家と親交を結び様々な社交クラブを運営していたが、1753年に友人からシトー会修道院の廃墟を譲り受けそこを大改装して豪華な秘密の大殿堂に作りかえた。工事に関係したものは堅く口止めをされた。
殿堂が完成し、地獄の火クラブが運営を開始するとイギリス中から有名無名の貴族、政治家、芸術家といった様々な人物が集まってきた。ダッシュウッドの他、著名なクラブ会員には第4代サンドウィッチ伯爵ジョン・モンタギュー、初代ウォートン公爵フィリップ・ウォートン、ウィリアム・ホガース、ジョン・ウィルクスらが含まれ、会員ではないが常連にはベンジャミン・フランクリンなどもいた。彼らは修道士を気取っており、修道院長役はダッシュウッドが務めた。クラブの会員は、「低位聖職者」と「高位聖職者」の二種類があった。前者は「会員の紹介で連れてこられた"振りの客（一見の客）"」であり、後者は本会員だった。また、「修道女」とよばれた女性たちもいて、大半は売春宿から連れてこられた娼婦だったが、中には上流階級の女性もいた。彼女たちと乱交を繰り広げその場を盛り上げるために悪魔崇拝の儀式をした。本気で悪魔を信じていたわけではなく、あくまで遊びだった。
このクラブの存在は、もちろんあくまで秘密だったが殿堂の周辺住民からは不審感をもたれていた。結局十数年ほどで閉鎖されてしまいその時に関連した書類はすべて焼却された。このためクラブの正確な実態は不明である。閉鎖理由は、1762年にル・ディスペンサー男爵が財務大臣に指名されて、身辺を整理するためだったといわれている。